# Schloss Buch (Oberfranken)

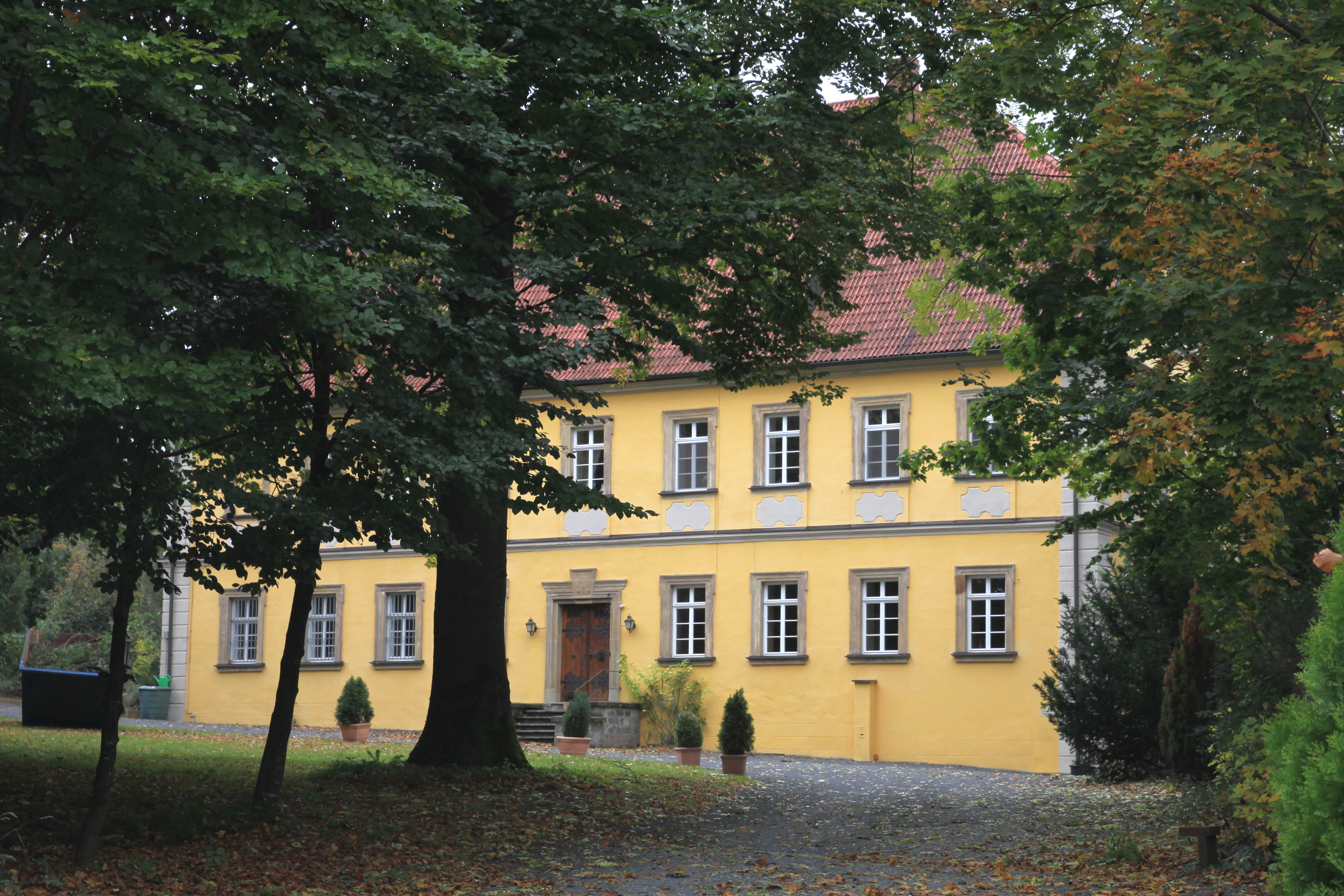
Schloss Buch am Forst

Schloss Buch ist ein frühneuzeitlicher Herrensitz aus dem Jahr 1724 im Lichtenfelser Ortsteil Buch am Forst. Als geschütztes Baudenkmal wird das Schloss vom Bayerischen Landesamt für Denkmalpflege unter der Denkmalnummer D-4-78-139-135 geführt. Aufgrund archäologischer Befunde im Bereich des Schlosses, die im Zusammenhang mit dem mittelalterlichen Kern des Gebäudes stehen, ist die Anlage als Ganzes zudem ein Bodendenkmal mit der Nummer D-4-5832-0202.

## Geschichte
Das Schloss Buch befindet sich in einem Park im südlichen Teil des Ortes Buch am Forst. Ursprünglich stand an dieser Stelle ein spätmittelalterlicher Ansitz, der im Bauernkrieg zerstört und 1528 wieder aufgebaut wurde. Nach dem Tod des Heinz von Kunstadt fiel der mittelalterliche Ansitz wieder an den Lehensherren, das Kloster Banz, zurück. Da es vorerst keine Lehensträger gab, wurde das Anwesen fortan als klösterlicher Gutshof genutzt. 1722–1724 wurde der Ansitz völlig umgebaut und erhielt sein heutiges schlossartiges Aussehen. Vom ursprünglichen Bau blieben nur die Keller und der Südteil erhalten. Von 1803 bis 1820 wurde das Schloss von Gallus Dennerlein, dem letzten Banzer Abt, als Wohnhaus benutzt. Nach seinem Tod erwarb Christian Freiherr von Stockmar das Gebäude. Heutiger Besitzer ist Christian Freiherr von Stockmar von Wangenheim.

## Beschreibung
Die Architektur des Baus ist verhältnismäßig bescheiden gehalten. Der Baukörper ist durch Ecklisenen gegliedert, die Türen und Fenster (in der Achsenanordnung neun zu fünf) haben schlichte Rahmenformen. Das Schopfwalmdach und die Parkanlage stammen aus dem 19. Jahrhundert. Die Innenräume haben Stuckdecken im Régencestil. Am prachtvollsten sind sie im Abtzimmer gestaltet. Ein zum Anwesen gehörendes Nebengebäude befindet sich südöstlich des Haupthauses.